# Ljunggården
Ljunggården är en småort i Visnums socken i Kristinehamns kommun.